# Прапор Єревана
Пра́пор Єревана — офіційний символ Єревана, столиці Вірменії.

## Опис
Прапор є прямокутним полотнищем білого кольору. В центрі полотнища розміщено зображення міського герба, оточеного овальним контуром з 12 червоних косих трикутників.
Білий колір символізує чистоту думок. Кількість трикутників символізує кількість історичних столиць Вірменії. Прапор затверджено 2004 року.